# Хітаті-Омія

36°33′6″ пн. ш. 140°24′43″ сх. д. / 36.55167° пн. ш. 140.41194° сх. д.
Хіта́ті-О́мія (яп. 常陸大宮市, ひたちおおみやし, МФА: [çitat͡ɕi oːmʲija ɕi̥]) — місто в Японії, в префектурі Ібаракі.

## Короткі відомості
Розташоване в північно-західній частині префектури, в середній течії річки Нака. Виникло на основі сільських поселень раннього нового часу. Засноване 16 жовтня 2004 року шляхом об'єднання містечок Омія, Ямаґата, Ґодзен'яма та сіл Міва, Оґава. Основою економіки є сільське господарство, рисівництво, вирощування цибулі і грибів сіїтаке. Станом на 1 жовтня 2007 площа міста становила 348,38 км². Станом на 1 серпня 2008 населення міста становило 46 499 осіб.